# 1895 Larink
Az 1895 Larink (ideiglenes jelöléssel 1971 UZ) a Naprendszer kisbolygóövében található aszteroida. Luboš Kohoutek fedezte fel 1971. október 26-án.